# Vũ Thần
Vũ Thần (武臣; ?-208 TCN) là một tướng và vua chư hầu của quân khởi nghĩa chống lại nhà Tần trong lịch sử Trung Quốc.

## Vũ Tín quân
Theo Sử ký, Vũ Thần là người nước Trần và chính là bạn thân của thủ lĩnh khởi nghĩa đầu tiên Trần Thắng.
Trần Thắng nổi lên ở đất Kỳ, khi vào đất Trần thì thế lực đã khá mạnh. Các bậc hào kiệt và các bô lão ở đất Trần khuyên Trần Thắng xưng vương.
Trần Thắng bèn hỏi hai danh sĩ Trương Nhĩ và Trần Dư. Hai người lại khuyên Trần Thắng nên lập con cháu chư hầu trước đây mà không nên xưng vương.
Trần Thắng không nghe theo, bèn tự lập làm Trương Sở vương. Nhân lúc phong trào đánh Tần lên cao, Trần vương đang chia quân đi đánh các nơi, Trần Dư lại thuyết phục Trần Vương: 
Đại vương đem binh của Lương Sở đi về hướng Tây, cốt vào Quan Trung nhưng chưa kịp lấy Hà Bắc. Tôi thường đi chơi ở đất Triệu, biết những người hào kiệt và địa thế ở đấy Xin nhà vua cho tôi một đạo kỳ binh, đi về phía Bắc lấy đất Triệu.
Trần Vương bằng lòng. Nhưng vì không muốn giao quyền cho Trương Nhĩ và Trần Dư, bèn cho Vũ Thần làm tướng quân, Thiệu Tao làm hộ quân, Trương Nhĩ và Trần Dư là tả hiệu úy và hữu hiệu úy ở dưới quyền, mang ba nghìn quân để đi về phía Bắc lấy đất Triệu.
Vũ Thần cùng các tướng đi từ bến Bạch Mã, vượt qua sông Hoàng Hà, đến các huyện thuyết phục những người hào kiệt ở đấy, nói:
Nhà Tần theo lối chính sự bạo ngược, hình phạt tàn khốc để giết hại thiên hạ đã mấy mươi năm nay; phía Bắc phải đi Trường thành, phía Nam phải đi đồn thú ở Ngũ Lĩnh,trong ngoài nháo nhác, trăm họ mỏi mệt rã rời, cứ theo đầu người mà nộp thóc, vơ vét để cung cấp quân phí. Tiền của hết, sức dân kiệt không sống nổi. Đã thế lại còn thêm pháp luật hà khắc, hình phạt nặng, làm cho cha con trong thiên hạ không thể sống yên. Trần Vương hăng hái nổi lên vì thiên hạ mở đầu, làm vương đất Sở, đất vuông hai ngàn dặm,không ai không hưởng ứng. Nhà nào cũng vì mình mà nổi dậy, người nào cũng vì mình mà đánh, báo oán cho mình, và tấn công quân thù của mình. Các huyện giết quan lệnh, các quận giết quan thú và quan úy. Nay đã nên danh hiệu "Đại Sở", làm vương ở Trần, sai Ngô Quảng, Chu Văn cầm trăm vạn quân đi về hướng Tây đánh Tần. Gặp thời cơ này mà không làm nên sự nghiệp phong hầu thì không phải là con người hào kiệt. Xin các vị thử bàn tính xem: thiên hạ đồng tâm và khổ sở vì nhà Tần đã lâu rồi. Dùng sức mạnh của thiên hạ mà đánh ông vua vô đạo, trả thù cho cha anh để lập nên cái sự nghiệp được cắt đất phong hầu, đó chính là thời cơ của kẻ sĩ ngày nay.
Các hào kiệt đều cho là phải. Vũ Thần bèn tập hợp binh sĩ được vài vạn người, lấy được hơn mười thành của đất Triệu, gọi Vũ Thần là Vũ Tín Quân.

## Triệu vương
Những thành còn lại ở nước Triệu đều cố giữ không chịu đầu hàng. Vũ Thần bèn đem quân đi về phía đông bắc đánh Phạm Dương.
Trong lúc sắp đánh thành thì có biện sĩ Khoái Triệt người đất Phạm Dương đến du thuyết viên lệnh ở Phạm Dương, khuyên nên hàng Vũ Thần. Viên lệnh đồng ý, lại nhờ Khoái Triệt đi nói hộ với Vũ Thần. Khoái Triệt khuyên Vũ Thần trọng đãi viên lệnh Phạm Dương để làm gương cho các thành khác.
Vũ Tín Quân Vũ Thần nghe theo kế của Khoái Triệt, bèn sai Triệt đưa cho viên lệnh ở Phạm Dương ấn tước hầu. Đất Triệu nghe vậy có hơn ba mươi thành không đánh mà đầu hàng.
Khi quân Vũ Thần đến Hàm Đan, Trương Nhĩ, Trần Dư nghe tin quân của tướng Sở là Chu Văn đã vào cửa ải Hàm Cốc, nhưng đến đất Hý thì bị Chương Hàm đánh bại phải rút lui; lại nghe nhiều viên tướng đã giúp Trần Vương lấy đất bị gièm pha mà phải tội chết, oán Trần Vương không dùng mưu kế của mình, không cho mình làm tướng lại cho làm hiệu úy, bèn nói với Vũ Thần:
Trần Vương nổi lên ở đất Kỳ, đến đất Trần thì xưng vương; không muốn lập con cháu sáu nước. Nay tướng quân với ba nghìn quân đã hạ được hơn mấy chục thành của nước Triệu, lại chỉ cần lẩn lút ở phía Bắc sông Hoàng Hà, nếu tướng quân không xưng vương thì còn ai làm. Vả chăng Trần Vương nghe những lời gièm pha, nếu tướng quân quay về báo, tôi sợ tướng quân sẽ không thoát khỏi họa, không bằng lập một nước anh em với Sở, nhưng không lập ngay con cháu nước Triệu. Tướng quân chớ có bỏ thời cơ, thời cơ qua nhanh không chờ đợi được.
Vũ Thần bèn nghe theo, tự xưng là Triệu Vương, cho Trần Dư làm đại tướng quân. Trương Nhĩ làm hữu thừa tướng, Thiệu Tao làm tả thừa tướng và sai người báo với Trần Vương.

## Sa cơ ở Yên
Trần Vương nghe tin Vũ Thần tự lập làm Triệu vương thì cả giận, muốn giết tất cả nhà của ông cùng các tướng và đem binh đánh Triệu. Tướng quốc của Trần Vương là Sái Tứ can:
Nhà Tần chưa mất mà nhà vua lại giết cả nhà bọn Vũ Thần, như thế tức là gây ra một nước Tần thứ hai. Không bằng nhân đấy mà chúc mừng ông ta, sai ông ta mau mau đem binh về hướng tây đánh Tần.
Trần Vương cho là phải, theo kế của Sái Tứ, sai người đưa gia đình của Vũ Thần sang Triệu và sai sứ giả đến chúc mừng Triệu vương, giục Triệu vương mau mau đem binh đi về hướng tây vào Quan Trung.
Trương Nhĩ, Trần Dư nói với Vũ Thần:
Nhà vua làm vua ở Triệu không phải là ý nước Sở muốn thế, mà chỉ dùng mưu kế để chúc mừng nhà vua đấy thôi. Một khi Sở đã diệt xong nhà Tần thì thế nào nó cũng đem binh đến đánh nước Triệu. Xin nhà vua chớ đem binh đi về hướng Tây. Hãy đem binh đi về hướng Bắc lấy các nước Yên, Đại; đi về hướng Nam lấy Hà Nội để mở rộng đất đai của mình. Nước Triệu phía Nam có sông Hà rộng, phía Bắc có đất Yên, đất Đại, thì nước Sở dù có thắng được nước Tần đi nữa cũng không dám khống chế nước Triệu.
Triệu Vương cho là phải bèn không đem binh sĩ về hướng tây, mà sai Hàn Quảng cướp lấy đất Yên, Lý Lương cướp lấy đất Thượng Đảng.
Hàn Quảng đến đất Yên, người Yên nhân đấy lập Quảng làm Yên Vương. Vũ Thần nổi giận, bèn cùng Trương Nhĩ, Trần Dư đi về phía bắc cướp đất ở biên giới nước Yên. Triệu Vương bất ngờ đi ra trận, sa vào phục binh của quân Yên, bị quân Yên bắt được.

## Nhờ người đầu bếp vô danh
Tướng Yên bỏ tù Triệu Vương, muốn cùng ông chia đôi đất Triệu mới trả ông về. Sứ giả Triệu đến, viên tướng quốc nước Yên liền giết chết để đòi đất.
Trương Nhĩ, Trần Dư lo lắng. Có người lính làm việc nấu ăn nói với những người trong nhà:
Tôi xin vì nhà vua thuyết phục tướng Yên rồi sẽ cùng Triệu Vương lên xe về nhà.
Những người trong nhà đều cười nói:
Sứ giả đến hơn mười người đều bị giết. Anh làm thế nào có thể đưa nhà vua về được?
Anh ta không đáp, liền bỏ chạy sang thành nước Yên. Viên tướng nước Yên tiếp anh ta. Anh ta hỏi viên tướng:
Ông có biết tôi muốn điều gì không?
Viên tướng nước Yên nói:
- Mày muốn đưa vua Triệu về mà thôi.
- Ông cho Trương Nhĩ, Trần Dư là người như thế nào?
- Là người hiền.
- Ông biết chí họ muốn điều gì không?
- Họ muốn nhà vua về chứ gì?
Người lính làm bếp bèn cười mà rằng:
Thế thì ông vẫn chưa biết hai người ấy muốn gì. Vũ Thần, Trương Nhĩ, Trần Dư vẫy roi ngựa lấy được mấy mươi thành của Triệu. Họ người nào cũng muốn ngoảnh mặt về hướng Nam mà làm vua, há chỉ muốn làm khanh, tướng cho trọn đời mình đâu! Phàm việc làm tôi người ta với làm vua người ta là khác nhau một vực một trời. Chẳng qua vì tình thế mới ổn định nên chưa dám chia ba làm vương, cho nên theo thứ tự lớn nhỏ trước tiên lập Vũ Thần làm vương để giữ lòng dân Triệu. Bây giờ đất Triệu đã theo, hai người này cũng muốn chia đất Triệu để làm vương, nhưng thời cơ chưa làm được đấy thôi. Nay ngài lại bỏ tù Triệu Vương, hai người kia về mặt danh nghĩa thì xin Triệu vương, nhưng thực ra muốn nước Yên giết ông ta đi. Hai người này sẽ do đó chia nước Triệu, tự lập làm vua. Mới chỉ có một nước Triệu mà nó đã coi thường nước Yên, huống chi có hai vị vua hiền, giúp nhau lại bắt tội ngài về cái tội giết vua thì việc tiêu diệt nước Yên rất dễ.
Viên tướng nước Yên cho là phải, bèn thả Vũ Thần. Người lính làm bếp đánh xe cho ông trở về. Sau đó người đầu bếp này đi đâu mất, đời sau không biết tới tên tuổi.

## Phản thần Lý Lương
Sau khi Lý Lương đã bình định được Thường Sơn trở về báo tin, Triệu Vương lại sai Lương đi lấy Thái Nguyên.
Lý Lương đến Thạch Ấp, quân Tần chặn ở Tỉnh Hình, Lương chưa tiến lên được. Tướng Tần giả vờ nói Nhị Thế sai người đưa cho Lý Lương bức thư không dán, trong thư dụ phản lại nước Triệu, theo Tần, thì sẽ tha tội và tôn quý Lương.
Lương nhận được thư nghi ngờ không tin, bèn quay về Hàm Đan xin thêm binh sĩ. Lương chưa đến Hàm Đan, đi giữa đường, gặp người chị của Triệu Vương Vũ Thần đi ra, đang uống rượu, có hơn một trăm quân đi theo hộ tống.
Lý Lương đằng xa nhìn thấy, cho đó là Triệu Vương, bèn nằm rạp bên đường để yết kiến. Người chị của Triệu Vương say, không biết đó là viên tướng của Triệu Vương, bèn sai quân kỵ từ tạ Lý Lương mà đi, không đáp lễ.
Lý Lương vốn xuất thân là người sang, làm tướng nhà Tần, khi đó bị lầm thi lễ với người đàn bà, trong bụng bực tức, đứng dậy, mắng những viên quan theo hầu. Trong số này có một người nói với Lương:
Thiên hạ làm phản nhà Tần, ai có tài thì được lập trước. Vả lại, Triệu Vương vốn là người ở dưới quyền tướng quân, nay một người đàn bà mà lại không xuống xe chào tướng quân. Xin tướng quân đuổi theo giết đi.
Lý Lương đã nhận được thư của Tần, muốn phản lại nước Triệu nhưng chưa quyết định. Nhân việc đó, Lý Lương nổi giận sai người đuổi theo giết người chị của Triệu Vương ở giữa đường.
Sau đó, Lương mang quân đánh úp Hàm Đan. Kinh thành không kịp phòng bị, nên quân của Lương tiến vào chiếm được ngay. Triệu vương trở tay không kịp. Ông cùng tả thừa tướng Thiệu Tao bị Lý Lương giết hại.
Trương Nhĩ, Trần Dư nhờ có nhiều người làm tai mắt báo tin và giúp đỡ nên hai người trốn thoát. Sau này Trần Dư đánh bại quân của Lương, buộc Lương phải sang hàng Tần.

## Bình luận
Vũ Thần không có tài năng. Sự nghiệp mà ông có được rồi mất đi không phải nhờ vào khả năng thực lực của ông mà do tác động của những người xung quanh.
1. Việc ông có địa vị làm tướng, trước hết nhờ vào quan hệ với Trần Thắng,
2. Sau đó chinh phục nước Triệu lại do tài du thuyết của Khoái Triệt;
3. Lên ngôi Triệu vương do bàn tay của Trương Nhĩ, Trần Dư;
4. Thoát thân phận tù đày ở Yên nhờ vào người đầu bếp.

Vậy nên:
1. Bởi tự làm Triệu vương, ông không còn được Trần Thắng ủng hộ nữa.
2. Sau khi giúp ông chinh phục nước Triệu, Khoái Triệt không ở cạnh ông.
3. Từ trận thua ở Yên lại được về nhờ vào một tiểu tốt, uy tín của ông với các tướng lĩnh đã giảm sút, sứt mẻ rất nhiều, nhất là trong thâm tâm Trương Nhĩ, Trần Dư chỉ mưu sự lập dòng dõi nước Triệu cũ.
4. Bởi thế khi người đầu bếp đi nốt, bên cạnh Vũ Thần không còn ai tin cậy để dựa nữa.

Cái chết của Vũ Thần tuy chỉ từ một tai nạn bất ngờ nhưng nó cho thấy ông cũng như triều đình của ông suy nhược và không đủ sức đứng vững trước những cơn lốc của cuộc chiến tàn khốc cuối thời Tần đầy biến động.